# Striga elegans
Striga elegans ist eine Pflanzenart aus der Gattung Striga in der Familie der Sommerwurzgewächse (Orobanchaceae).

## Beschreibung
Striga elegans ist eine 30 (selten bis 50) cm hoch werdende, parasitäre, einjährige Pflanze. Sie wächst starr aufrecht, ist unverzweigt oder von der Basis in zwei bis drei Äste verzweigt, schuppig und dicht steifhaarig behaart. Der Stängel ist undeutlich rechteckig und gefurcht. Die Laubblätter haben eine Größe von 10 bis 20 (selten bis 30) × 2 bis 3 mm, sie sind linealisch oder lanzettlich geformt, der Rand ist ganzrandig, die Aderung ist undeutlich. Sie stehen gegenständig und sind kürzer als die Internodien.
Die Blüten stehen gegenständig in dichten traubenartigen Blütenständen, diese sind kürzer als der vegetative Spross. Die Blüten werden von zwei Tragblättern begleitet, diese sind 3 bis 12 × 1 bis 2 mm groß, lanzettlich und kürzer als der Kelch.
Der Kelch ist zehn- bis fünfzehnrippig und 8 bis 13 mm lang. Die Kelchröhre hat eine Länge von 6 bis 7 (selten bis 9) mm. Sie ist mit fünf gleich geformten oder sechs ungleich geformten, linealisch bis lanzettlich geformten und 2 bis 5 mm langen Zipfeln besetzt, die damit kürzer als die Kelchröhre sind. Die Krone ist leuchtend scharlachrot mit einem gelben Schlund. Die Kronröhre ist 14 bis 18 mm lang, gebogen, oberhalb des Kelches erweitert und dicht drüsig behaart. Die Lappen der Unterlippe haben eine Größe von 5 bis 10 × 3 bis 5 (selten bis 7) mm und sind eiförmig. Die Oberlippe ist 3 bis 5 × 6 bis 11 mm groß und eingekerbt.

## Vorkommen
Striga elegans ist im Osten und Süden Afrikas beheimatet. Das Verbreitungsgebiet reicht vom mittleren Kenia bis nach Tansania, Malawi, Sambia, Simbabwe, Mosambik, Eswatini, Botswana und Lesotho.